# 岡次郎
岡 次郎（おか じろう、1902年5月10日 - 1986年5月4日）は、日本の経営者。佐賀県出身。

## 経歴
1925年に東京帝国大学法学部英法科を卒業し、同年に東京電灯に入社。
1942年に関東配電(のちの東京電力)に転じ、1951年5月に取締役に就任し、1952年9月に常務、1959年1月にアラビア石油顧問1960年2月に常務を経て、1964年4月に富士石油社長に就任。1975年5月に会長、1981年6月に取締役相談役を経て、1984年6月には相談役に就任。1978年6月には共同石油会長に就任し、1979年5月から同年10月までに社長も兼任し、1980年6月には相談役に就任。
1972年11月に勲三等旭日中綬章を受章。
1986年5月4日腎不全のために死去。83歳没。